# Сассоли, Дина
Дина Сассоли (итал. Dina Sassoli; 5 августа 1920, Римини, Эмилия-Романья — 24 марта 2008[…], Рим) — итальянская актриса.

## Биография
Дина Сассоли наиболее известна по своим ролям в фильмах итальянского режиссёра Марио Камерини. В 1941 году Дина вышла замуж за Сильвано Кастеллани, который умер в 1945 году.

## Избранная фильмография
- Вернись, Эудженио (1980) — Бабушка Анна
- Замкнутый круг (1978) — Домохозяйка в доме жертвы (ТВ)
- Аньезе идет на смерть (1976) — Минина
- День покаяния (1973) — Медсестра Илзе
- Обручённые (1941) — Лучиа Монделла